# Alberts Jurcenko
Alberts Jurcenko (ur. 6 czerwca 1997, zm. 15 stycznia 2024) – łotewski zapaśnik walczący w stylu wolnym. Zajął dwunaste miejsce na mistrzostwach Europy w 2018. Mistrz nordycki w 2018.
Trzeci na ME U-23 w 2018. Trzeci na MŚ kadetów w 2013 i 2014 roku.